# Montendry
Montendry is een gemeente in het Franse departement Savoie (regio Auvergne-Rhône-Alpes) en telt 57 inwoners (2009). De plaats maakt deel uit van het arrondissement Chambéry.

## Geografie
De oppervlakte van Montendry bedraagt 9,0 km², de bevolkingsdichtheid is dus 6,3 inwoners per km².
De onderstaande kaart toont de ligging van Montendry met de belangrijkste infrastructuur en aangrenzende gemeenten.

## Demografie
Onderstaande figuur toont het verloop van het inwonertal (bron: INSEE-tellingen).